# Maskinlæring
Maskinlæring er et underområde indenfor datalogi og kunstig intelligens, som sætter computere i stand til at lære, uden at man eksplicit har programmeret, hvordan læringen foregår. Maskinlæring tager udgangspunkt i data og forsker i, og konstruerer algoritmer, der på basis af en stor mængde eksempeldata, kan finde, sammenhænge, udarbejde forudsigelser og mønstre baseret på data. Maskinlæring bliver ofte forvekslet med Deep learning, som er en del af maskinlæring. Deep learning er mønstergenkendelse igennem neurale netværk .
Maskinlæringsalgoritmer kan opdeles i fem hovedskoler.
- Symbolisterne, som arbejder med induktionsalgoritmer
- Connectionnisterne, der arbejder med backpropagation[-algoritmen] primært gennem [kunstige] neurale netværk
- Evolutionisterne, som arbejder med genetiske algoritmer
- Bayesianisterne, der arbejder med statistisk baserede algoritmer [4]
- Sammenlignerne, der arbejder med algoritmer baseret på at finde de nærmeste naboer [5]